# Pimeloil-CoA deidrogenasi
La pimeloil-CoA deidrogenasi è un enzima appartenente alla classe delle ossidoreduttasi, che catalizza la seguente reazione:
pimeloil-CoA + NAD+ ⇄ 6-carbossies-2-enoil-CoA + NADH + H+
L'enzima è coinvolto nella via di degradazione (anaerobica) del benzoato, nei batteri.